# 札戈爾台
札戈爾台，是從金帳汗國分裂出一個韃靼小公國，1438年時在庫爾斯克州和別爾哥羅德州成立。
這個小公國是立陶宛大公國的臣屬。